# سام بيج (سياسي)
سام بيج (بالإنجليزية: Sam Page)‏ هو سياسي أمريكي، ولد في 24 مايو 1965. حزبياً، نشط في الحزب الديمقراطي. وقد انتخب عضو مجلس نواب ولاية ميسوري.

## وصلات خارجية
- الموقع الرسمي